# The Postal Service
The Postal Service (с англ. — «Почтовая служба») — американская инди-поп-группа из Сиэтла, в состав которой входили вокалист Бен Гиббард, продюсер Джимми Тамборелло (Dntel) и бэк-вокалистка Дженни Льюис.
Группа выпустила свой единственный студийный альбом Give Up в 2003 году на Sub Pop, получив в основном положительные отзывы. Альбом достиг 114-го места в американском чарте Billboard 200 и получил платиновый сертификат от Американской ассоциации звукозаписывающих компаний. Группа решила распасться два года спустя, посчитав попытки записать продолжение ненужными.
Группа дважды собиралась заново в честь годовщин Give Up, в 2013 и 2023 годах; каждый раз их сопровождал меняющийся состав музыкантов, включая Лору Берхенн, Джен Вуд, Дэйва Деппера и Джейсона Макгерра.
Группа объявила, что их последнее выступление состоится 21 сентября 2024 года на HFStival в Вашингтоне, округ Колумбия.

## Дискография
Альбомы
- Give Up[англ.] (2003)
- Everything Will Change (2014 видео, 2020 аудио) — концертный альбом

Синглы
- "Such Great Heights" (2003)
- "The District Sleeps Alone Tonight" (2003)
- "Against All Odds" (2004) — саундтрек к фильму Одержимость
- "We Will Become Silhouettes" (2005)
- "Be Still My Heart" (2005)
- "Turn Around" (2013)
- "A Tattered Line of String" (2013)